# Росбрюк
Росбрю́к (фр. Rosbruck) — коммуна во французском департаменте Мозель региона Лотарингия. Относится к кантону Беран-ле-Форбаш.	

## География
Росбрюк расположен в 50 км к востоку от Меца. Соседние коммуны: Морсбаш и Форбаш на северо-востоке, Фольклен на юго-востоке, Кошран на юге, Фреимен-Мерлебаш на юго-западе.
Стоит на реке Россель.

## История
- Коммуна бывшего герцогства Лотарингия, входил в сеньорат Омбур-Сент-Авольд.
- Коммуна подверглась сильным разрушениям во время Второй мировой войны 1939—1945 годов.

## Демография
По переписи 2008 года в коммуне проживало 763 человека.	